# Puebla
Puebla là một trong 31 bang, cùng với Quận liên bang, là 32 thực thể Liên bang của México. Nó được chia thành 217 hạt, thủ phủ là thành phố Puebla.
Puebla nằm ở Đông-Trung Mexico. Bang được bao quanh bởi các bang Veracruz về phía bắc và phía đông, Hidalgo, Mexico, Tlaxcala và Morelos về phía tây, Guerrero và Oaxaca về phía nam.

## Liên kết
- (tiếng Tây Ban Nha) Government of the state of Puebla
- (tiếng Anh) Detailed Puebla State Map @ Maps-of-Mexico.com
- (tiếng Tây Ban Nha) Puebla Judicial Districts Lưu trữ ngày 1 tháng 7 năm 2007 tại Wayback Machine